# Hagerhof (Bad Honnef)

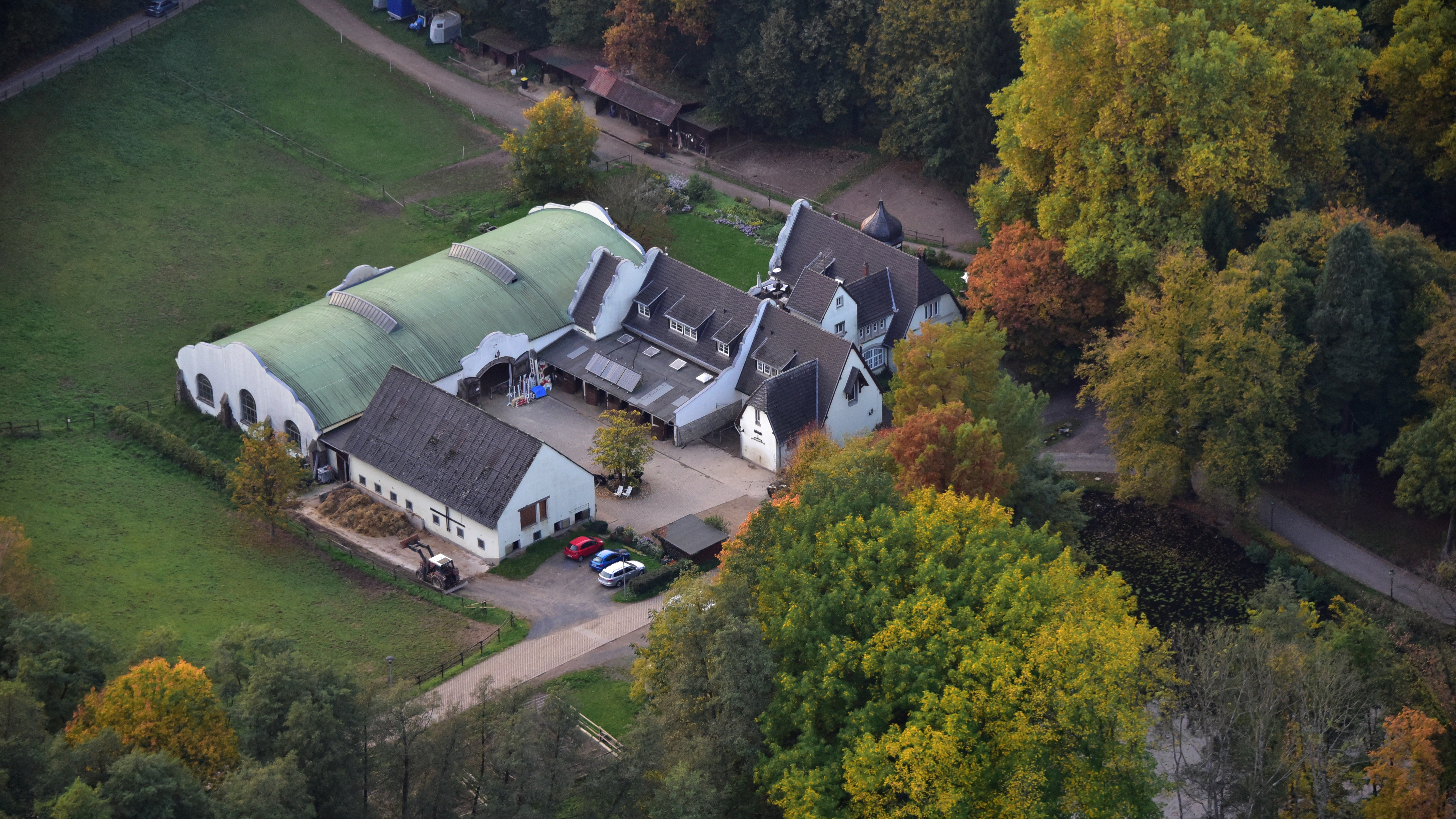
Gut Limpich mit Reithalle, Luftaufnahme (2017)

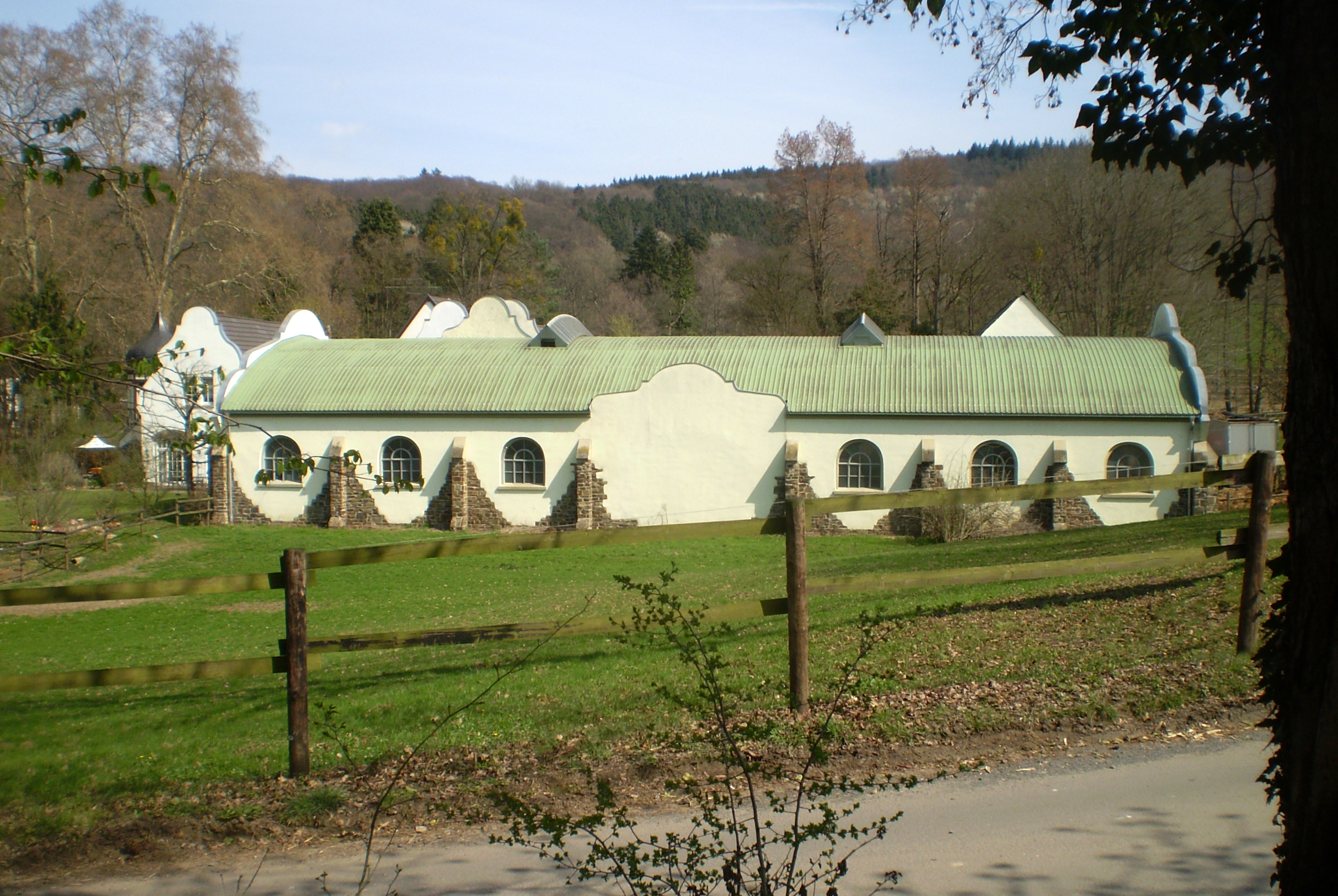
Stallgebäude des Guts Limpich (2012)

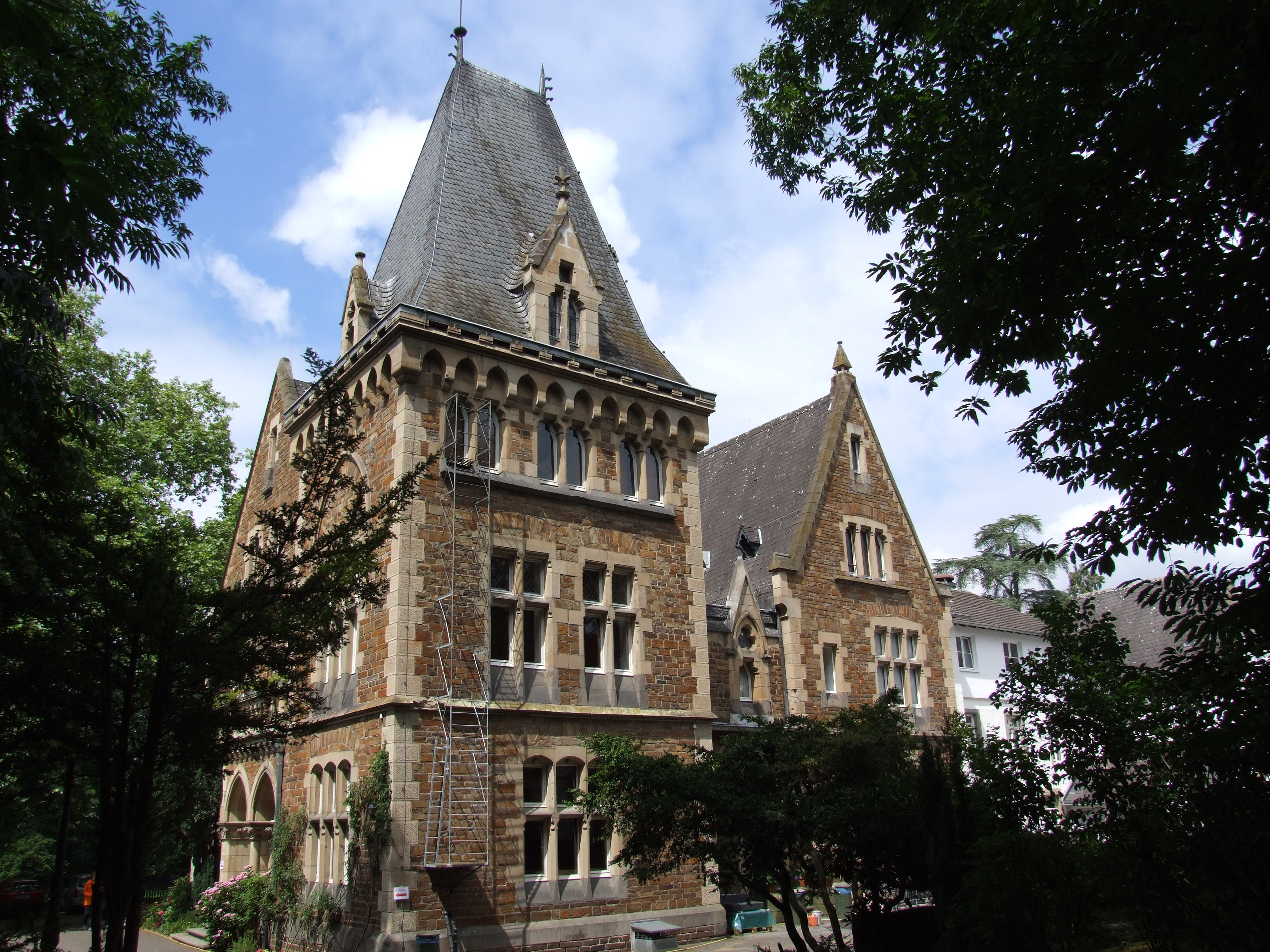
Schloss Hagerhof

Hagerhof ist eine Ortslage bzw. ein Wohnplatz von Bad Honnef, einer Stadt im nordrhein-westfälischen Rhein-Sieg-Kreis, am Rande von Menzenberg. In Hagerhof liegen das Schloss Hagerhof mit Schulgebäuden sowie der Reiterhof Gut Limpich.
Hagerhof liegt auf etwa 105 m ü. NHN auf einem nach Osten zum Rheinwesterwälder Vulkanrücken (Niederwesterwald) ansteigenden Gelände. Im Westen grenzt ein Wald das Gelände von einer Freifläche rund um ein Tagungshotel sowie von nordöstlichen, berglagigen Ausläufern Rheinbreitbachs ab. Im Osten wird es selbst durch eine umfangreiche, zum Hagenberg ansteigende Grünfläche begrenzt, an deren südwestlichen Ende sich ein Umspannwerk befindet. Der Honnefer Graben, ein Grenzbach zwischen Rheinbreitbach und Bad Honnef, verläuft oberhalb von Hagerhof. Ein von drei Quellbächen, die unterhalb der Breiten Heide entspringen, bewässerter Bachlauf mündet in einen zu Hagerhof gehörenden Teich.
Frühere Flurbezeichnungen lauteten Am Hagerhof sowie Im Hager Weinberg. Das Gut Hagerhof wurde erstmals 1635 erwähnt und entwickelte sich erst Mitte des 19. Jahrhunderts zum heutigen schlossartigen Anwesen. 1816 zählte der Hof unter der Bezeichnung Haggerhof noch acht Einwohner, 1885 umfasste er vier Wohngebäude mit 37 Einwohnern. Die Stallgebäude des Guts Limpich entstanden ab 1880 und wurden 1904 durch eine Remise und eine Reithalle im Jugendstil nach einem Entwurf des Architekten Hermann Eberhard Pflaume ergänzt. Nach dem Zweiten Weltkrieg waren die Gebäude des Guts Limpich zeitweise Standort einer Fischkonservierungsfabrik. 1945 wurde die Reithalle ausgebaut und nach 1949 von Angehörigen der Alliierten Hohen Kommission genutzt, die den gesamten Hagerhof beschlagnahmt hatte. Anschließend konnte der Reitbetrieb wiederaufgenommen werden. 1955 erfolgte ein Umbau von Teilen der Stallgebäude zu einer Wohnung. 1959 wurde das Gut Limpich vom Schloss Hagerhof abgetrennt. 1989 ließ ein neuer Eigentümer auch Teile des Remisengebäudes zu Wohnungen um- und anbauen. Die Stallgebäude des Guts Limpich stehen als Baudenkmal unter Denkmalschutz.